# Anomala nigroscutellata
Anomala nigroscutellata är en skalbaggsart som beskrevs av Eugène Benderitter 1929. 
Anomala nigroscutellata ingår i släktet Anomala och familjen Rutelidae. Inga underarter finns listade i Catalogue of Life.